# Pura Salceda
Pura Salceda Carballeda, nacida en Ciudad de México el 24 de agosto de 1961, es una escritora en gallego, castellano y catalán.

## Biografía
Hija de emigrantes gallegos, desde los tres años vive en Barcelona. Es licenciada en Filología hispánica por la Universidad de Barcelona y doctora en Filología románica por la misma universidad con la tesis Narrativa y dramática en la revista “Nós” (1920-1935)  (2000). Fue secretaria general de la Associació Col·legial d’Escriptors de Catalunya (ACEC) de 2010 a 2017. También es miembro de la AELC (Associació d'Escriptors en Llengua Catalana) y de la AELG (Asociación de Escritoras y Escritores en Lengua Gallega). Ha sido profesora de los cursos de Lengua y cultura gallegas en Cataluña, patrocinados por la Junta de Galicia, en diversos centros gallegos de Cataluña y en la Universidad de Barcelona. En 2006 empezó a editar el blog “Sintagma in Blue”.
Tiene publicados poemas en diversas revistas literarias de España y América; y en varias antologías: La voz y la escritura (2006), Mujeres Poetas en el País de las Nubes (2007), El Laberinto de Ariadna (2008), México España desde la pasión (2009), Trato preferente. Voces esenciales de la poesía actual en español (2010), Poetas con Rosalía V (2010), Cançons de Bressol (2011), Tardes del Laberinto (2011), Guía Viva de Ortodoxos y Heterodoxos en la poesía gallega contemporánea (2012), Los mejores poemas de amor (2013), Anuario de poesía de San Diego. Marca Frontera / San Diego Poetry Annual. Border Mark (2014), ErotizHadas (2014), Amores infieles (2014), Escolma salvaxe. Seis anos de Poesía Salvaxe (2014), Poesía amiga y otros poemigas para Aute (2015), Amour fou. Ebrio desván de amores locos (2015), Cuerp@s. Antología poética (2015), Escritores recónditos (2016), Inmortal amor mortal. De cenizas, la máscara (2017), Manuel María. Libro colectivo de homenaxe (2017), Mediterráneas. Antología de Poesía de autoras del Mediterráneo (2018), Poesia a les caves (2018), Las voces de Ariadna (2018).

## Publicaciones

### Gallego
- A ollada de Astarté (2016). Espiral Maior. 72 páxs. ISBN  84-96475-45-X. Poesía.[8]
- Dois corpos nus, despíndose/Dous corpos nus, espíndose (2016). Con Casimiro de Brito. Poética Edições. 114 páginas. ISBN 978-989- 99585-3-1. En gallego y portugués.[9]
- O paxaro de nácara (2019). Galaxia. 416 páxs. ISBN 978-84-9151-356-8. Narrativa.[10]

### Castellano
- Hola, de dónde eres? Manual de urgencia para navegar en los chats (2003). Ediciones B. Con Andrés Aberasturi. 320 págs. ISBN 978-84-666-1121-3.
- Versos de perra negra (2005). Sial Ediciones. 112 págs. ISBN 978-84-96464-00-1. Prólogo de Luis Eduardo Aute. Poesía.
- M@res online (2008). Sial Ediciones. 92 págs. ISBN 978-84-96464-95-7. Prólogo de Luis Alberto de Cuenca. Poesía.
- Alicia en penumbra. Historia de Perra Negra (2018). Ed. de autor. 327 págs. ISBN 978-84-09-02552-7. Narrativa.[11]

### Bilingüe castellano-catalán
- El amante circunstacial. L´amant circunstacial (2014). Prólogo de Miquel de Com Palol y epílogo de Albert Tugues. Pigmalión Edypro. 140 págs. ISBN 978-84-15916-39-0. Poesía bilingüe.
- Un lobo extraño. Un llop estrany (2017). Playa de Ákaba. 100 págs. ISBN 978-84-947334-7-5. Poesía

### Libros colectivos
- Erato bajo la piel del deseo. Antología de poesía erótica (2010). Sial Ediciones. 564 págs. ISBN 978-84-15014-12-6. Coordinadora.
- Las mejores historias de amor (2012). Pygmalión. Coord. Antonino Nieto. Poema largo: De ti y de mi.

## Premios
- Premio “Sal a escena 2009”, convocado por el Ministerio de Igualdad de España, por el guion del cortometraje Más asesinadas, dirigida por Mario Pilarte.